# 几何艺术
幾何藝術（Geometric art），约公元前1100至公元前660年的希腊艺术，这段时期的陶瓷布满了精细的几何图案网络。

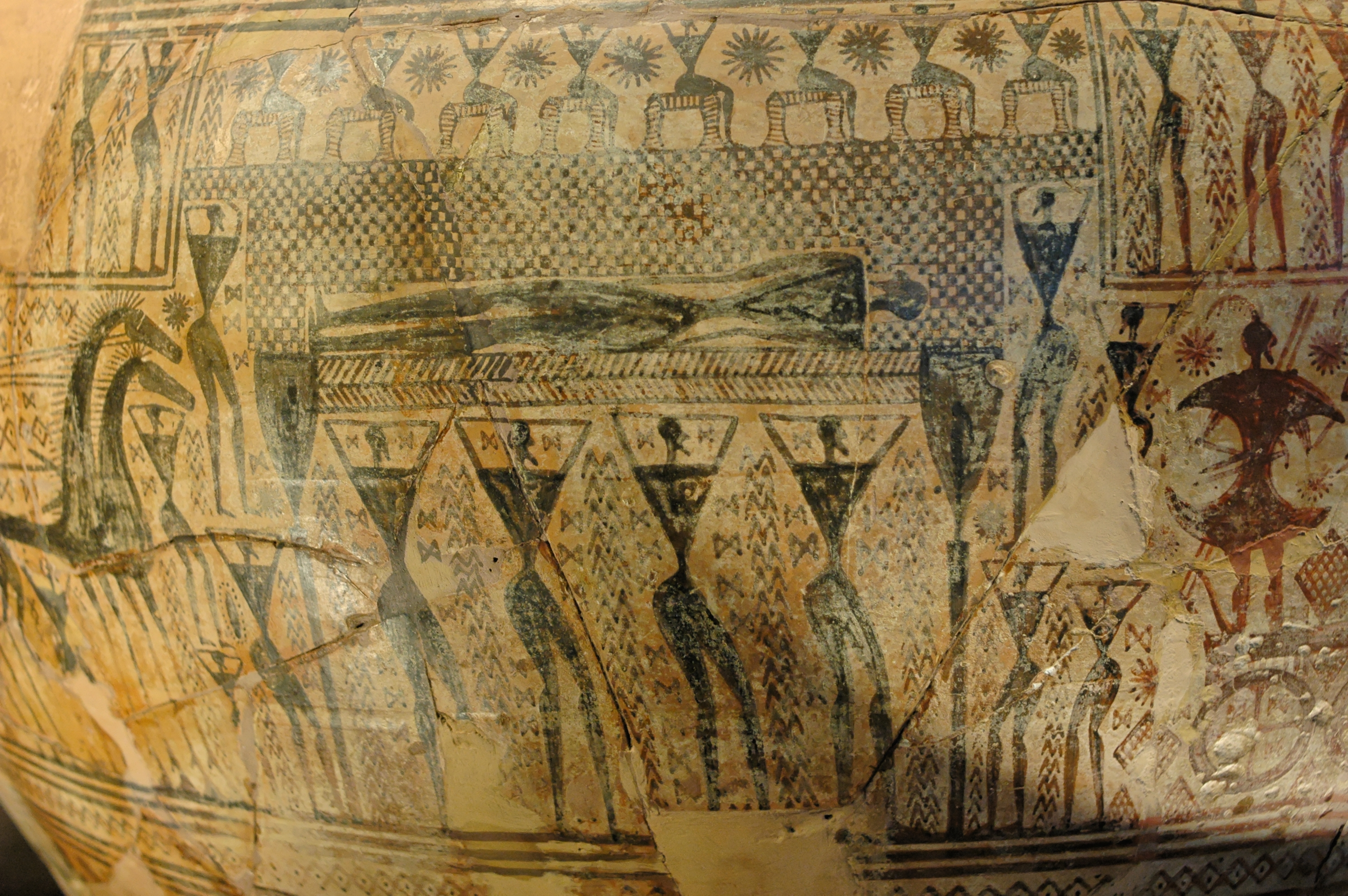
古老的希臘瓶甕裝飾畫風格